# Nina O'Brien
Nina O'Brien (29 novembre 1997) è una sciatrice alpina statunitense.

## Biografia
Nina O'Brien, originaria di Edwards e attiva in gare FIS dal novembre 2013, ha debuttato in campo internazionale partecipando allo slalom gigante di Loveland del 3 dicembre 2013 valido per la  Nor-Am Cup, non riuscendo a qualificarsi per la seconda manche.
Il 13 gennaio 2014 a Innerkrems in supergigante ha esordito in Coppa Europa, classificandosi 100ª; l'anno dopo ha partecipato ai Mondiali juniores di Hafjell, ottenendo come miglior piazzamento il 24º posto nella supercombinata; l'11 febbraio 2016 ha ottenuto il suo primo podio in Nor-Am Cup giungendo 3ª nella combinata di Whiteface.
Ha esordito in Coppa del Mondo il 26 novembre 2016 a Killington in slalom gigante, senza riuscire a qualificarsi per la seconda manche, e ai Campionati mondiali a Åre 2019, dove si è classificata 34ª nello slalom speciale e 28ª nello slalom gigante; ai Mondiali di Cortina d'Ampezzo 2021 si è piazzata 10ª nello slalom gigante, 10ª nello slalom parallelo, 6ª nella gara a squadre e non ha completato lo slalom speciale. Ai XXIV Giochi olimpici invernali di Pechino 2022, suo esordio olimpico, non ha completato lo slalom gigante; ai successivi Mondiali di Courchevel/Méribel 2023 ha vinto la medaglia d'oro nella gara a squadre, è stata 11ª nello slalom gigante e 9ª nel parallelo e non ha completato lo slalom speciale, mentre a quelli di Saalbach-Hinterglemm 2025 è stata 19ª nello slalom gigante e 4ª nella gara a squadre

## Palmarès

### Mondiali
- 1 medaglia:
  - 1 oro (gara a squadre a Courchevel/Méribel 2023)

### Coppa del Mondo
- Miglior piazzamento in classifica generale: 37ª nel 2025

### Nor-Am Cup
- Vincitrice della Nor-Am Cup nel 2019
- Vincitrice della classifica di combinata nel 2017
- Vincitrice della classifica di slalom speciale nel 2019
- Vincitrice della classifica di slalom gigante nel 2019
- Vincitrice della classifica di supergigante nel 2019
- 36 podi:
  - 16 vittorie
  - 15 secondi posti
  - 5 terzi posti

#### Nor-Am Cup - vittorie
| Data             | Località                    | Paese       | Specialità |
| ---------------- | --------------------------- | ----------- | ---------- |
| 11 febbraio 2017 | Copper Mountain             | Stati Uniti | KB         |
| 19 marzo 2017    | Garceau                     | Canada      | GS         |
| 15 febbraio 2018 | Whiteface Mountain          | Stati Uniti | SL         |
| 16 febbraio 2018 | Whiteface Mountain          | Stati Uniti | SL         |
| 10 dicembre 2018 | Panorama                    | Canada      | SG         |
| 12 dicembre 2018 | Panorama                    | Canada      | GS         |
| 2 gennaio 2019   | Georgian Peaks              | Canada      | GS         |
| 3 gennaio 2019   | Georgian Peaks              | Canada      | GS         |
| 6 gennaio 2019   | Osler Bluff                 | Canada      | SL         |
| 14 marzo 2019    | Stowe Mountain/Spruce Peake | Stati Uniti | SL         |
| 19 marzo 2019    | Sugarloaf                   | Stati Uniti | DH         |
| 19 marzo 2019    | Sugarloaf                   | Stati Uniti | SG         |
| 19 marzo 2019    | Sugarloaf                   | Stati Uniti | KB         |
| 4 gennaio 2020   | Burke Mountain              | Stati Uniti | SL         |
| 23 febbraio 2023 | Camp Fortune                | Canada      | SL         |
| 24 febbraio 2023 | Mont-Sainte-Marie           | Canada      | GS         |

Legenda:

SG = supergigante

GS = slalom gigante

SL = slalom speciale

KB = combinata

### Australia New Zealand Cup
- Miglior piazzamento in classifica generale: 7ª nel 2024
- 1 podio:
  - 1 terzo posto

### Campionati statunitensi
- 8 medaglie[1][2]:
  - 6 ori (slalom gigante nel 2015; supergigante, slalom speciale nel 2018; slalom speciale, combinata[3] nel 2019; supergigante nel 2021)
  - 1 argento (slalom gigante nel 2019)
  - 1 bronzo (slalom gigante nel 2025)

### Campionati statunitensi juniores
- 4[senza fonte] medaglie:
  - 1 oro (slalom speciale nel 2015[1])
  - 2 argenti (slalom speciale, slalom gigante nel 2014)[senza fonte]
  - 1 bronzo (slalom gigante nel 2015[1])